# Ибибио
Ибибио (познати по време на търговията с роби като Моко) са етническа група, живееща в югоизточна Нигерия. Имат общ произход с народите аннанг и ефик. Народът Ибибио говори езика ибибио, който принадлежи към езиковата група Бенуе-Конго. Древната държава Ибибио някога е била част от средновековното кралство Калабар. По време на британската колонизация в Нигерия е сформиран Съюзът Ибибио, който е настоявал за независимост. В наши дни по-голямата част от ибибио живеят в нигерийския щат Аква Ибом, където те
са мнозинство и основната политическа сила.